# Ummadha Citta
Ummadha Citta – była najmłodszym dzieckiem króla Syngalezów Panduvasdevy na Sri Lance i jego tamilskiej małżonki Buddhakachchana z rodu Pandjów. Urodziła się w mieście Upatissa Nuwara, gdzie żyła wraz z rodzeństwem. Szczególne więzy przyjaźni łączyły ją z bratem Abhayą. Zaszła w ciążę z własnym kuzynem, księciem Digha Gamani (synem księcia Dighayu, brata jej matki), którego później za wstawiennictwem brata Abhaya mogła poślubić. Ich pierworodne dziecko, syn Pandukabhaya, w długoletniej walce ze złowrogimi wujami zawładnął później całą wyspą prowadząc państwo do pierwszej ery świetności jednocząc wszystkie narody zamieszkujące wyspę.

## W kronikach
Wedle starożytnych kronik, m.in. Mahavamsa nie tylko odziedziczyła po matce urodę, ale i wdziękiem swym rabowała mężczyznom zmysły, o czym świadczy jej przydomek "Ummadha". Było to jednak problemem, gdyż proroctwa wróżbitów zapowiedziały, iż jej syn dla zdobycia władzy straci swoich wujów. Bracia więc postanowili ją zgładzić jeszcze w wieku dziecięcym. Tylko najstarszy brat, Abhaya, stanął w jej obronie i nie pozwolił jej skrzywdzić. W ramach kompromisu zaproponował umieścić ją w osobnej komnacie u szczytu wieży, strzeżonej bezustannie przez 100 żołnierzy. W wieku 16 lat Ummadha Citta mimo odseparowania zaszła w ciążę z własnym kuzynem, który przebywał na królewskim dworze, Abhaya ponownie stanął w jej obronie i nie pozwolił jej skrzywdzić, podczas gdy reszta młodszych braci planowała zabić siostrę chcąc zmazać hańbę. On też wymógł na ojcu zezwolenie na ślub kochanków. Jednakże w ich ślubnym horoskopie nadworni astrolodzy wyczytali, że ich syn unicestwi swych wrogów, dlatego postanowili zgładzić noworodka, jeżeli będzie to syn. Citta faktycznie urodziła syna, którego nazwano Pandukabhaya. Aby ratować dziecko, matka zamieniła go na akurat nowo narodzoną dziewczynkę, własnego syna oddała zaś matce dziewczynki wraz z pokaźną sumą pieniędzy. Zadbała o to, by chłopiec ukrył się na południu wyspy, z dala od złowrogich wujów, gdzie wychowywał i kształcił go bogaty bramin. Gdy Pandukabhaya dorósł, został dzielnym wojownikiem i dopełnił proroctwa walcząc przeciw ośmiu wrogim wujom gromadząc wokół siebie ludzi niezadowolonych z ich rządami. Po abdykacji wuja Abhayi i wyeliminowaniu wszystkich wrogich mu pretendentów do tronu został niekwestionowanym królem całej wyspy, którą panował ponoć 70 lat prowadząc państwo do rozkwitu. W cieniu syna, który w swej nowej stolicy Anuradhapura również zbudował osobny pałac, ginie ślad po niegdyś przepięknej księżniczce.